# Howard Grotts
Howard Grotts, né le 12 janvier 1993, est un coureur cycliste américain spécialiste de VTT cross-country.

## Palmarès en VTT

### Coupe du monde
- Coupe du monde de cross-country espoirs
  - 2014 : 5e du classement général
  - 2015 : 3e du classement général
- Coupe du monde de cross-country
  - 2018 : 38e du classement général

### Championnats des États-Unis
- Champion des États-Unis de cross-country : 2015, 2016, 2017 et 2018